# Yucuxina
 Yucuxina es un poblado que está situado en el municipio de San Juan Tamazola. Yucuxina está a 2083 metros de altitud.

## Geografía
Está ubicada a 17°12'28" latitud norte y 97°11'54" longitud oeste.

## Población
Según el censo de población de INEGI del 2010: la comunidad cuenta con una población total de 422 habitantes, de los cuales 221 son mujeres y 201 son hombres. Del total de la población 81 personas hablan el mixteco, divididos en 34 hombres y 47 mujeres.

## Ocupación
El total de la población económicamente activa es de 52 habitantes, de los cuales 36 son hombres y 16 son mujeres.